# Big Bug
Big Bug är en fransk science fiction-komedi från 2022 i regi av Jean-Pierre Jeunet.

## Roller (urval)
- Isabelle Nanty – Françoise
- Elsa Zylberstein – Alice
- Claude Perron – Monique
- Stéphane De Groodt – Max
- Youssef Hajdi – Victor
- Claire Chust – Jennifer
- François Levantal – Yonyx leader
- Alban Lenoir – Greg
- Marysole Fertard – Nina
- Dominique Pinon – Igor